# Vîșneve, Ripkî
Vîșneve (în ucraineană Вишневе) este localitatea de reședință a comunei Vîșneve din raionul Ripkî, regiunea Cernihiv, Ucraina.

## Demografie
Componența lingvistică a localității Vîșneve
     Ucraineană (97,44%)
     Rusă (2,38%)
Conform recensământului din 2001, majoritatea populației localității Vîșneve era vorbitoare de ucraineană (97,44%), existând în minoritate și vorbitori de rusă (2,38%).